# Vlag van Nassogne
De vlag van Nassogne is op 21 juni 1990 bij raadsbesluit vastgesteld als de vlag van de gemeente Nassogne in de Belgische provincie Luxemburg. De vlag kan als volgt worden beschreven:
Twee even hoge banen van rood en van geel met op het midden het gemeentewapen.
De vlag werd pas op 18 december 1991 bevestigd door de Franse Gemeenschapsregering. De kleuren van de vlag zijn ontleend aan het gemeentewapen, dat ook op de vlag is afgebeeld.